# 荆山镇
荆山镇，是中华人民共和国安徽省蚌埠市怀远县下辖的一个乡镇级行政单位。

## 行政区划
荆山镇下辖以下地区：
荆芡村、张沟村、新上村、沈郢村、白莲坡村、支湖村、联南村、大庙村、龙窝村、涡南村、猴洞村、尤村、张圩村、郑岗村、袁庄村、牛王村、沙沟村、柳沟村、大窑村、石山村、城西村和土楼村。